# Go-Jo
Marty Jo Zambotto, znan kot Go-Jo, avstralski pevec, besedilopisec in glasbeni producent * 25. november 1995.

## Zgodnje življenje
Zambotto je odraščal na izoliranem posestvu tik pred Manjimupom v Zahodni Avstraliji. Elektriko so pridobivali s pomočjo sončnih celic, nameščenih na avtomobilskem podvozju in povezanih z dvanajstimi recikliranimi avtomobilskimi akumulatorji. Celice so čez dan premikali, da bi povečali proizvodnjo elektrike. Družina je gojila zelenjavo in zbirala deževnico iz žlebov, ki so jo uporabljali za pitje.
Poleg glasbe se je Zambotto v mladosti ukvarjal tudi z avstralskim nogometom. Igral je na polprofesionalni ravni za moštvo East Perth Royals v West Australian Football League (WAFL), nato pa je športno kariero opustil in se preselil v Sydney, da bi se posvetil glasbi.

## Kariera
Pri štirinajstih letih je od matere prejel svojo prvo električno kitaro, kupljeno v trgovini ToyWorld. Svoje prve glasbene korake je začel s priredbami skupine Green Day. Pri devetnajstih se je prvič seznanil z glasbeno produkcijo in pisanjem pesmi, kar je po njegovih besedah povsem spremenilo njegovo razumevanje glasbe. Sprva je pisal, produciral in miksal pesmi za druge izvajalce, pozneje pa je začel tudi sam nastopati kot vokalist.
Zambotto je znan po svojih avtorskih pesmih in priredbah, pri katerih pomembno vlogo igra kitara. Svojo prvo pesem je izdal leta 2016. Njegova priredba pesmi »Iris« skupine Goo Goo Dolls je na platformi Spotify zabeležila več kot 3 milijone predvajanj. Veliko pozornosti je požel tudi z izvedbo pesmi »Mrs. Hollywood«, ki si jo je ogledalo več kot 6 milijonov ljudi. Pesem je na vseh video platformah dosegla več kot milijardo ogledov.
Njegovo umetniško ime izhaja iz njegovega srednjega imena Jo, ki ga je mati uporabljala med njegovimi tekaškimi nastopi, ko je vzklikal »Naprej, Jo!«
Dne 25. februarja 2025 je avstralska televizijska hiša SBS objavila, da bo Zambotto zastopal Avstralijo na Pesmi Evrovizije 2025 v Baslu s pesmijo  »Milkshake Man«. Nastopil je v drugem polfinalu dne 15. maja 2025, vendar se ni uvrstil v veliki finale. Zasedel je 11. mesto z 41 točkami.

## Zasebno življenje
Zambotto ima sestro dvojčico in štiri brate. Njegov oče je Francoz, zato ima dvojno državljanstvo – avstralsko in francosko. Njegova mati je bila glavna vokalistka lokalne rock skupine.

## Diskografija

### Pesmi
| Naslov           | Leto | Najvišja uvrstitev na lestvicah | Najvišja uvrstitev na lestvicah | Najvišja uvrstitev na lestvicah |
| Naslov           | Leto | AUS                             | LIT                             | SWE                             |
| ---------------- | ---- | ------------------------------- | ------------------------------- | ------------------------------- |
| »Mrs. Hollywood« | 2023 | 18                              | —                               | —                               |
| »Milkshake Man«  | 2025 | —                               | 30                              | 16                              |